# Länsväg Z 605.02

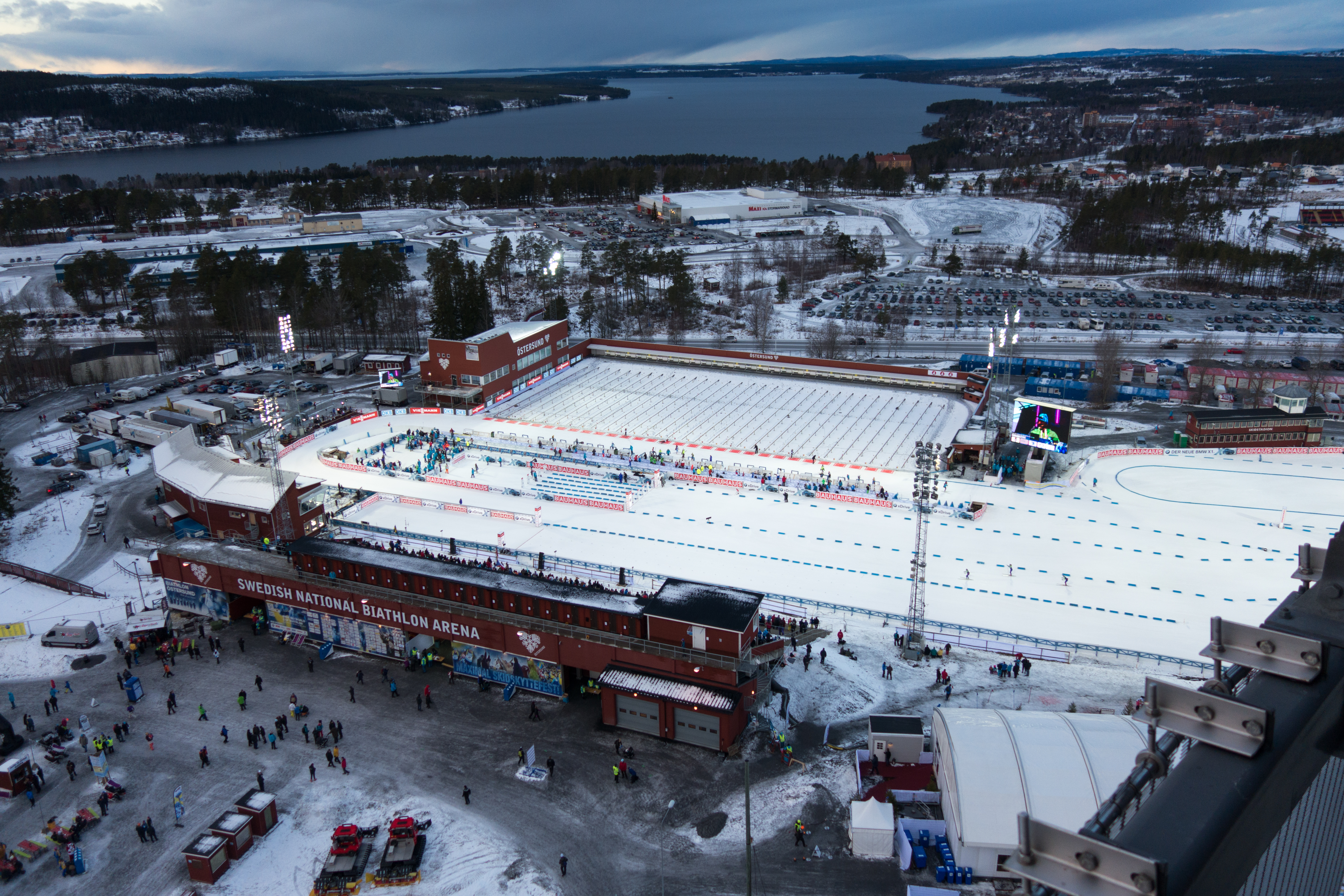
Östersunds skidstadion ligger vid sidan av Länsväg 605.02.

Länsväg Z 605.02 är en övrig länsväg i Östersunds kommun i Jämtlands län som går mellan Rådhusgatan (Länsväg Z 605) i centrala Östersund och Trafikplats Rannåsen (E14/E45). Vägen är tre kilometer lång, asfalterad och är till större delen belägen inom tätorten Östersund. Den passerar bland annat Östersunds skidstadion.
Närmast Rådhusgatan utgör vägen en del av Fältjägargränd medan huvuddelen av vägen utgör en del av Litsvägen. Den har tidigare, innan anläggandet av den andra etappen av förbifarten utanför Östersund, utgjort del av dåvarande Riksväg 45 (nuvarande Europaväg 45).
Vägen ansluter till:
- Länsväg Z 605 (vid Östersund)
- Europaväg 14 (vid Trafikplats Rannåsen)
- Europaväg 45 (vid Trafikplats Rannåsen)